# .id
.id je vrhovna internetska domena (country code top-level domain - ccTLD) za Indoneziju. Domenom upravlja PANDI.

## Vanjske poveznice
- IANA .id whois informacija  Arhivirana inačica izvorne stranice od 27. travnja 2006. (Wayback Machine)